# ドリームライブが福島にやってきた
『ドリームライブが福島にやってきた〜心をつなぐ　世界のアーティスト〜』（ドリームライブがふくしまにやってきた こころをつなぐ せかいのアーティスト）は、2016年3月22日にNHK総合テレビで放送された音楽特別番組である。
九州・沖縄ブロックでは、同年3月25日0:10 - 1:23（3月24日深夜）に放送された。また、NHKワールドTVでは同年3月20日から3週にわたって放送された。

## 概要
ジャス・ピアニストで作曲家のボブ・ジェームスが、東日本大震災発生後の2011年9月に被災地を訪れ、「つらい時にも音楽で人々を勇気付けたい」という思いから東北のために楽曲を書き下ろしたことをきっかけに「Music for Tomorrowプロジェクト」を立ち上げた。プロジェクトはこれまでも岩手県大船渡市や、アメリカ・ニューヨーク、ニューオーリンズ、フランス・ストラスブールなどで、「音楽を通じて、被災地を勇気付けよう」と国内外のミュージシャンが参加してきた。
震災から5年を迎えた2016年3月6日にプロジェクトの一環として福島県文化センターにて復興支援ライブイベント「Music for Tomorrow In Fukushima」が開催された。番組は公演の模様のほか、その舞台裏までを余すところなく紹介する。

## 放送時間
- 火曜 19:30 - 20:43（九州・沖縄地方を除く・JST）
- 金曜 0:10 - 1:23（木曜深夜・九州・沖縄地方・JST）

## 出演
- ボブ・ジェームス
- セルジオ・メンデス
- アリス・ソイヤー
- マノアDNA
- 大江千里
- 小曽根真
- 小田和正[2]
- 八代亜紀
- 八神純子
- 今井美樹（ロンドン・アビーロード・スタジオから中継出演）
- ゴスペラーズ[3]
- 渡辺俊美（TOKYO No.1 SOUL SET、猪苗代湖ズメンバー。双葉郡富岡町出身）
- 山木屋太鼓
- 石井敦子（NHKのど自慢2014年度チャンピオン大会優勝者。郡山市出身）
- スパリゾートハワイアンズ・ダンシングチーム
- 福島県双葉郡の県立高校（福島県立双葉高等学校　福島県立双葉翔陽高等学校、福島県立富岡高等学校、福島県立浪江高等学校　福島県立浪江高等学校津島校、福島県立ふたば未来学園高等学校）の生徒たち

ナレーター
- 松下奈緒